# Bastarnes

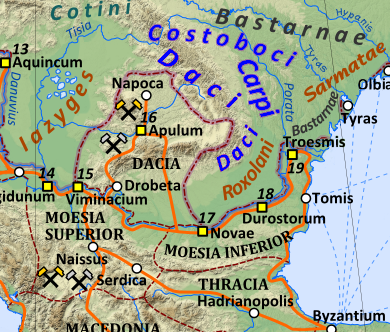
Les peuples voisins de la Dacie romaine autour de l'an 125.

Les Bastarnes (en grec ancien : Βαστάρναι ou Βαστέρναι, également appelés Peucins) sont une confédération de peuples celto-germains dans l'Antiquité, signalés au nord des bouches de l'Istros et autour de celles du Tyras, sur le Pont-Euxin.

## Origine et histoire
Tite-Live les apparente aux Scordiques, et Plutarque confirme leur origine celtique.
Toutefois, les géographes grecs et latins du Ier siècle sont unanimes pour les ranger au nombre des peuplades germaniques : Strabon (entre 5 et 20 de notre ère) affirme que les Bastarnes sont « d'origine germanique. » Pline l'Ancien (vers 77 de notre ère), compte les Bastarnes ou Peucins au nombre des cinq grands peuples germaniques (les quatre autres étant les Inguaeones, les Istuaeones les Hermiones et les Vandili). Le nom alternatif de Peucins leur vient de Peucé, l'une des îles des bouches de l'Istros signalée par Apollonios de Rhodes et ensuite par Hérodote et Strabon.
L'historien latin Tacite (qui écrit vers l'an 100) décrit les Bastænæ comme « des Germains de mœurs essentiellement sarmates », mais il précise : « Les Peucins, les Vénèdes et les Fennes, sont-ils des nations germaniques ou sarmates ? je ne saurais le dire. Toutefois les Peucins, que quelques-uns nomment Bastarnes, ont le langage, l'habillement, les habitations fixes des Germains. Tous végètent dans l'inertie et la malpropreté ; les principaux, en se mêlant par le mariage avec les Sarmates, ont contracté quelque chose de leurs formes hideuses. »
Les Bastarnes sont signalés au IIIe siècle av. J.-C. entre les Carpates orientales et le Dniestr (ce qui correspond aujourd'hui à la Moldavie et à l'ouest de l'Ukraine méridionale), territoire qu'ils partagent avec un peuple dace, les Carpiens. Leurs déplacements sont surtout pédestres, ce qui les distingue des peuples cavaliers caracolant sur de longues distances dans la steppe pontique.
Philippe V de Macédoine les rallie à sa cause pour peupler les frontières septentrionales du royaume de Macédoine afin de faire face aux Dardaniens et aux Thraces à partir de 184 av. J.-C.. Mais cette politique échoue à la suite de la mort du roi et l'arrivée au pouvoir de son fils Persée. Encore mentionnés au IIe siècle de notre ère, ils disparaissent absorbés par d'autres peuples.